# Carlow
Carlow (iriska: Ceatharlach) är den administrativa huvudorten för grevskapet Carlow, och är belägen cirka 85 kilometer från Dublin i Irland. Floden Barrow rinner igenom staden. Staden, Carlow Town, har 13 623 invånare (2006) på en yta av 6,62 km². Hela storstadsområdet har 20 724 invånare (2006). 
Staden ligger vid huvudvägen mellan Dublin och Waterford. Det finns också tågförbindelse med huvudstaden. Omkring 3 000 av invånarna (2004) studerar vid Institute of Technology.

## Historia
Området där staden ligger har varit befolkat i flera tusen år, men staden grundades först efter byggandet av St. Mullins kloster under 600-talet. År 1180 blev Carlow slott byggt av William Jarl av Pembroke för att vakta floden. Under 1300-talet byggdes Ballyloughan slott, Ballymoon slott, Leighlinbridge slott och Tower House. St. Patrick's College grundlades år 1793.
Vid St. Mullin finns även ett museum.

## Kända personer
- Samuel Haughton, professor, geolog